# Egyiptomi Szent Geláz
Egyiptomi Szent Geláz (5. század) szentként tisztelt ókeresztény palesztinai remete, az úgynevezett sivatagi atyák egyike.
Az 5. század közepén élt remeteként Palesztina területén. Később egy kolostort alapított Nikopolisz közelében. Nagy Szent Euthümiosz nézeteit támogatva kitartott a khalkédóni zsinat döntései mellett.
A kopt ortodox egyház szentként tiszteli és amcheer hónap 12. napján üli meg az ünnepét.

## Lásd még
- Ortodox szentek listája
- Sivatagi atyák